# 형세호
형세호(形勢戶)는 송나라 때 대두한 신흥 지주층으로 송대 사회의 지배자층을 형성했다. 또한 태조 조광윤이 실시한 과거 시험에 의해 선발된 문인 관료를 중시하는 문치주의 정치를 지지하는 문인 관료가 많이 배출되었기 때문에 형세관호(形勢官戶)라고도 불린다.

## 같이 보기
- 송나라

## 참고 문헌
- 전국 역사교육 연구협의회 편 《세계사 B 용어집 개정판》 야마가와 출판사, 2008년
- 오가타 이사무 외 12명 편 《세계사 B》 도쿄 서적, 2010년